# Samuela Comola
Samuela Comola, née le 30 avril 1998 à Aoste, est une biathlète italienne.

## Biographie
Samuela Comola participe aux Championnats du monde jeunesse IBU 2017 et à la coupe du monde 2021-2022.
Elle participe au sprint, à la poursuite et au relais féminin lors des Jeux olympiques d'hiver de 2022,.
Le 3 mars 2022, à Kontiolahti, elle monte sur son premier podium de Coupe du monde en prenant le 3e du relais féminin avec Dorothea Wierer, Federica Sanfilippo et Lisa Vittozzi. Aux championnats du monde de 2023 à Oberhof, elle remporte la médaille d'or du relais féminin avec Dorothea Wierer, Hannah Auchentaller et Lisa Vittozzi et se classe 46e du sprint, 42e de la poursuite, 4e de l'individuel et 10e du départ groupé.

## Palmarès

### Jeux olympiques
| Édition \ Épreuve | Individuel | Sprint | Poursuite | Mass start | Relais | Relais mixte |
| ----------------- | ---------- | ------ | --------- | ---------- | ------ | ------------ |
| Pékin 2022        | -          | 57e    | 37e       | -          | 5e     | -            |

Légende :
- — : non disputée par Samuela Comola

### Championnats du monde
| Édition \ Épreuve | Individuel | Sprint | Poursuite | Mass start | Relais               | Relais mixte | Relais mixte simple |
| ----------------- | ---------- | ------ | --------- | ---------- | -------------------- | ------------ | ------------------- |
| Oberhof 2023      | 4e         | 46e    | 42e       | 10e        | Médaille d'or, monde | —            | —                   |
| Nové Město 2024   | 21e        | 37e    | 33e       | —          | 11e                  | —            | —                   |
| Lenzerheide 2025  | 15e        | —      | —         | —          | 7e                   | —            | —                   |

Légende :
- : première place, médaille d'or
- — : non disputée par Samuela Comola

### Coupe du monde
- Meilleur classement général : 37e en 2023 et 2024.
- Meilleur résultat individuel : 4e.
- 4 podiums en relais : 1 victoire et 3 troisièmes places.

Mis à jour le 7 décembre 2024.

#### Résultats détaillés en Coupe du monde
| 2021-2022 |        |        |        |        |        |        |        |        |        |        |        |        |        |        |        | .      | .      | .      | .      |        |        |        |        |         |        |    | 87e |
| 2021-2022 | IN 64e | SP 46e | SP 97e | PU     | SP 42e | PU 41e | SP     | PU     | MS     | SP 83e | PU     | SP 75e | PU     | IN 45e | MS     | IN     | SP 57e | PU 37e | MS     | SP 45e | PU 57e | SP 41e | MS     | SP 38e  | PU 26e | MS | 87e |
| 2022-2023 |        |        |        |        |        |        |        |        |        |        |        |        |        |        | .      | .      | .      | .      |        |        |        |        |        |         |        |    | 37e |
| 2022-2023 | IN 63e | SP 44e | PU 20e | SP 27e | PU 25e | SP 44e | PU 28e | MS     | SP 39e | PU 39e | IN 27e | MS     | SP 25e | PU 40e | SP 46e | PU 42e | IN 4e  | MS 10e | SP 29e | PU 19e | IN 39e | MS     | SP 38e | PU Ann. | MS     |    | 37e |
| 2023-2024 |        |        |        |        |        |        |        |        |        |        |        |        |        |        | .      | .      | .      | .      |        |        |        |        |        |         |        |    | 37e |
| 2023-2024 | IN 27e | SP 44e | PU 31e | SP 55e | PU 52e | SP 55e | PU 44e | MS     | SP 14e | PU 17e | SP 54e | PU 38e | SI 68e | MS     | SP 37e | PU 23e | IN 21e | MS     | IN 26e | MS     | SP 25e | PU 21e | SP 13e | PU 35e  | MS     |    | 37e |
| 2024-2025 |        |        |        |        |        |        |        |        |        |        |        |        |        |        | .      | .      | .      | .      |        |        |        |        |        |         |        |    |     |
| 2024-2025 | SI 13e | SP 36e | MS 21e | SP 37e | PU 33e | SP 17e | PU 28e | MS 25e | SP 51e | PU 38e | IN 26e | MS     | SP 46e | PU 24e | SP     | PU     | IN 15e | MS     | SP 16e | PU 14e | SI 41e | MS     | SP 41e | PU 9e   | MS     |    |     |

#### Podiums en relais en Coupe du monde
| Podiums en relais en Coupe du monde | Podiums en relais en Coupe du monde | Podiums en relais en Coupe du monde | Podiums en relais en Coupe du monde | Podiums en relais en Coupe du monde | Podiums en relais en Coupe du monde | Podiums en relais en Coupe du monde | Podiums en relais en Coupe du monde | Podiums en relais en Coupe du monde | Podiums en relais en Coupe du monde | Podiums en relais en Coupe du monde |
| n°                                  | Saison                              | Date                                | Lieu                                | Épreuve                             | Résultat                            | Composition                         | Composition                         | Composition                         | Composition                         | Compétition                         |
| ----------------------------------- | ----------------------------------- | ----------------------------------- | ----------------------------------- | ----------------------------------- | ----------------------------------- | ----------------------------------- | ----------------------------------- | ----------------------------------- | ----------------------------------- | ----------------------------------- |
| 1                                   | 2021-2022                           | 03-03-2022                          | Kontiolahti                         | Relais 4 x 6 km                     | Médaille de bronze                  | Samuela Comola                      | Dorothea Wierer                     | Federica Sanfilippo                 | Lisa Vittozzi                       | Coupe du monde                      |
| 2                                   | 2022-2023                           | 11-12-2022                          | Hochfilzen                          | Relais 4 x 6 km                     | Médaille de bronze                  | Rebecca Passler                     | Dorothea Wierer                     | Samuela Comola                      | Lisa Vittozzi                       | Coupe du monde                      |
| 3                                   | 2022-2023                           | 14-01-2023                          | Ruhpolding                          | Relais 4 x 6 km                     | Médaille de bronze                  | Samuela Comola                      | Lisa Vittozzi                       | Rebecca Passler                     | Dorothea Wierer                     | Coupe du monde                      |
| 4                                   | 2022-2023                           | 18-02-2023                          | Oberhof                             | Relais 4 x 6 km                     | Médaille d'or, monde                | Samuela Comola                      | Dorothea Wierer                     | Hannah Auchentaller                 | Lisa Vittozzi                       | Championnats du monde               |

## Distinction
- Collare d'oro al merito sportivo en 2023[7]